# Clima dell'Alaska
L'Alaska è uno dei luoghi più freddi della Terra con temperature che possono scendere a −50/−55 °C.

## Caratteristiche

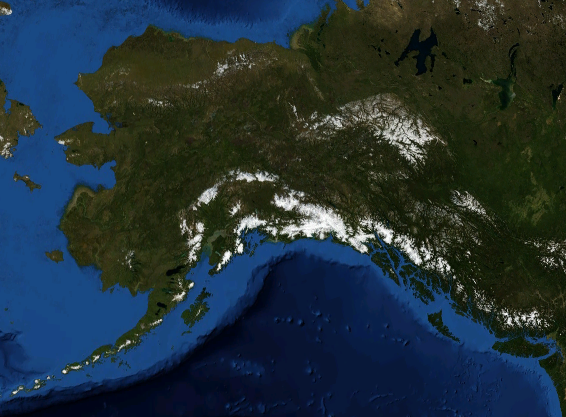
L'Alaska vista dal satellite.

- Il sud è caratterizzato da estati fresche con temperature che raggiungono anche i 15°/20°/25°, gli inverni sono più miti, ovviamente rispetto all'interno e alla fascia artica a settentrione.

Le temperature raggiungono raramente i −20° ma precedentemente sono state rilevate temperature molto più fredde, le due città principali sono Juneau e Anchorage dove a gennaio le temperature raramente superano lo zero con medie di −12°/−14°. Va ricordato che la fascia meridionale è quella con più precipitazioni nevose e che superano il Québec.
Le Aleutine (le isole dell'Alaska del sud ovest) hanno un clima simile al meridione solo con molto più vento proveniente dal polo e dal Giappone.
- Il centro è caratterizzato da estati brevi e abbastanza calde ed inverni rigidissimi paragonabili alla Siberia e all'Antartide, le temperature facilmente raggiungono i −30°. Le città più fredde sono Fort Yukon e Wiseman. A Fort Yukon le temperature raggiungono facilmente i −45° con picchi di −50°/−60°. A Creek River è stato registrato −62° dati riportano anche temperature più fredde.

- La fascia settentrionale è caratterizzata da inverni lunghi e freddissimi con picchi a Barrow di −45°/−48°, raramente sono state rilevate medie di Gennaio intorno ai −20°/−30°, le estati sono brevi e fredde con temperature che raramente superano i 5°, le nevicate sono infatti presenti solo d'estate e ad inizio autunno.

In Alaska sono state registrate temperature da record: Prospect Creek −62° a Fairbanks −55° a Fort Yukon −61° a Chandalar −58° e a Barrow −48°.
Il Club Alpino ha installato una stazione meteorologica su un crinale vicino alla vetta del Denali ad una altitudine di 5.710 m nel 1990. Nel 1998, questa stazione meteo è stato donata alla Arctic Research Center presso la University of Alaska Fairbanks. Nel giugno 2002, una stazione meteo è stata messa a 19.000 piedi (5.800 m) di altitudine. Questa stazione meteo è stata progettata per trasmettere dati in tempo reale per l'utilizzo da parte della comunità scientifica. Dalla sua istituzione, aggiornamenti annuali alle attrezzature sono stati effettuati con strumentazione personalizzata e resistente ad un meteo estremo e ad elevate altitudini. Questa stazione meteo è una delle uniche due stazioni meteorologiche in tutto il mondo che si trova al di sopra dei 18 000 piedi (5 500 m).
La stazione meteo ha registrato temperature di −75,5 °F (−59,7 °C) il 1º dicembre 2003. Il giorno precedente, 30 novembre 2003, una temperatura di −74,4 °F (−59,1 °C), combinata con una velocità del vento di 18,4 miglia all'ora (29,6 km/h) produsse il record di −118,1 °F (−83,4 °C).
Anche nel mese di luglio, temperature di −22,9 °F (−30,5 °C) e vento basso hanno fatto registrare i −59,2 °F (−50,7 °C).
Stando a questi dati, i −83,4 °C registrati nell'Artic Research Center fa classificare l'Alaska tra le prime tre regioni terrestri più fredde di sempre.